# Flesh and Blood (chanson de Johnny Cash)
Singles de Johnny Cash
Sunday Morning Coming Down
(1970) Big River
(1971)
Flesh and Blood est une chanson écrite et originellement enregistrée par le chanteur américain Johnny Cash. Elle était utilisée dans le film I Walk the Line (avec Gregory Peck et Tuesday Weld).
Sortie en single chez Columbia Records en octobre 1970 (Columbia 4-45269, avec This Side of the Law en face B),,, cette chanson a passé une semaine à la 1re place du classement country « Hot Country Singles » du magazine musical Billboard et a atteint la 54e place du classement pop de Billboard (Billboard Hot 100).

## Classements
| Classement (1970—1971)                 | Meilleure position |
| -------------------------------------- | ------------------ |
| États-Unis (Country Songs)             | 1                  |
| États-Unis (Hot 100)                   | 54                 |
| Canada (RPM Country Tracks)            | 1                  |
| Canada (RPM Top Singles)               | 41                 |
| Canada (RPM Adult Contemporary Tracks) | 23                 |